# 大須觀音車站
大須觀音車站（日语：／ Ōsu-kannon eki */?）是位於愛知縣名古屋市中區大須二丁目。為名古屋市營地下鐵鶴舞線的車站之一。車站編號為T08。本站為大須商店街西側之重要交通孔道。

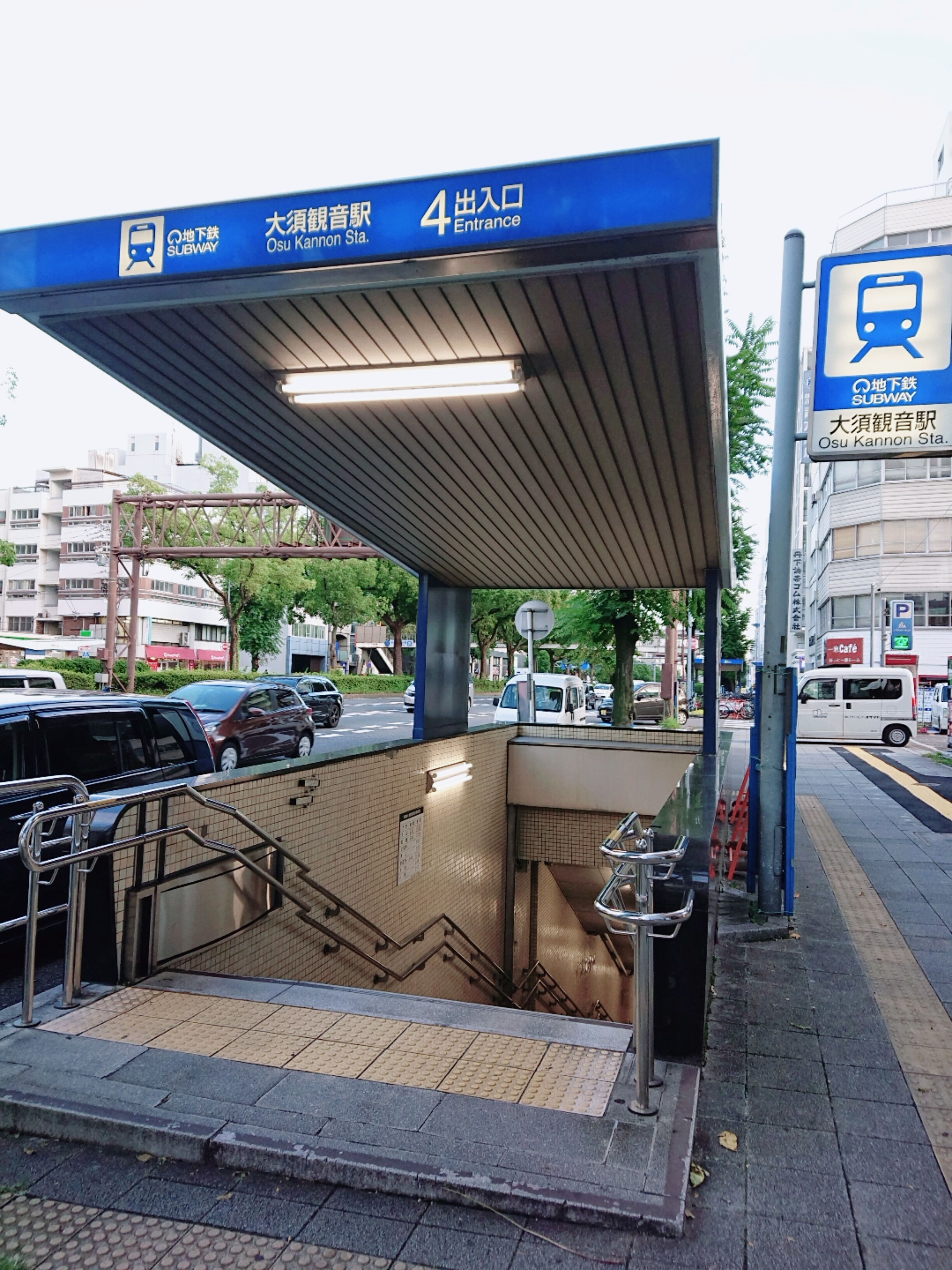
4號出入口（2021年9月）

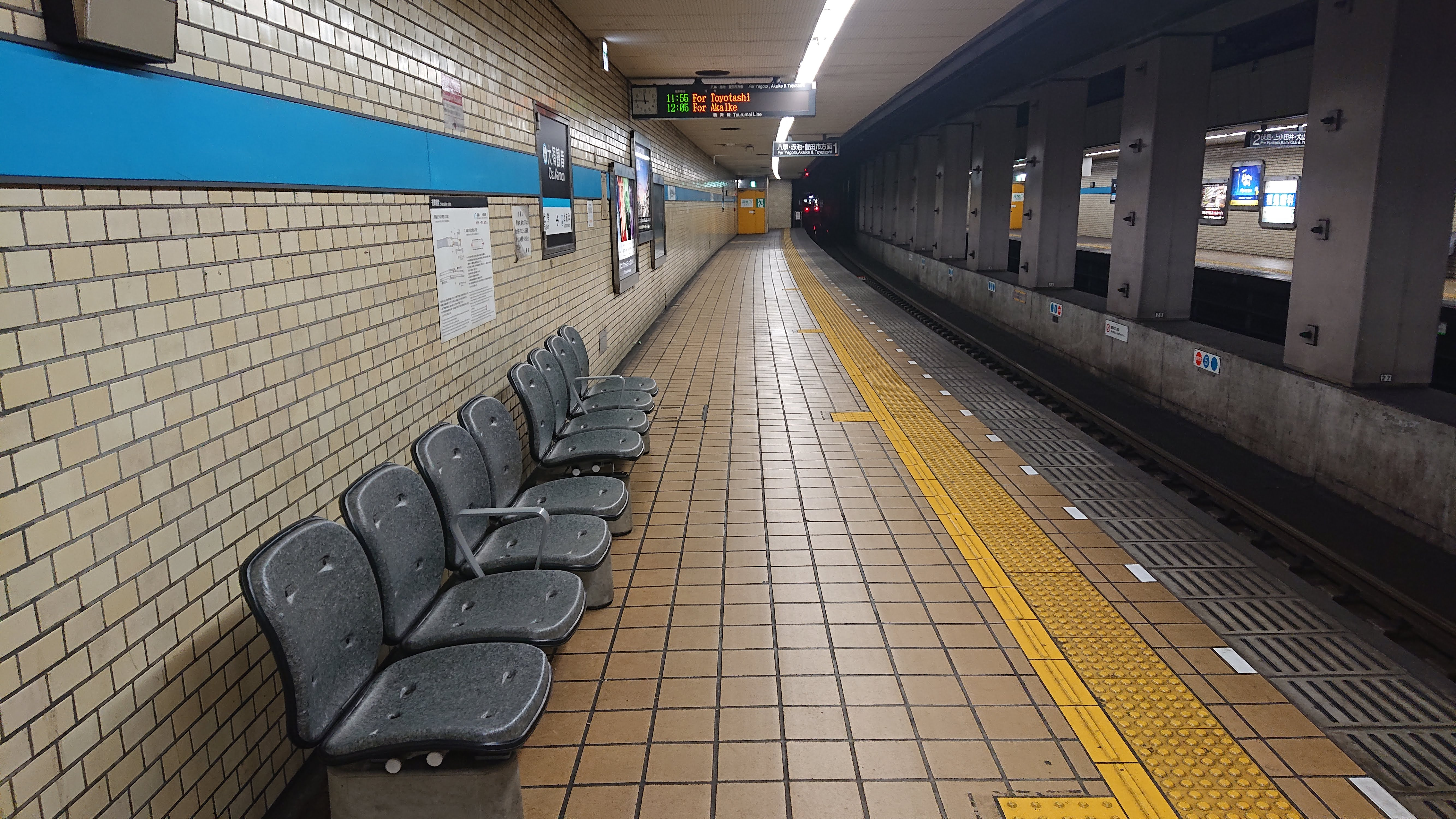
月台（2019年5月）

## 車站結構
本站為擁有2面2線之側式月台地下車站，共設置4個出入口。

### 月台配置
| 月台 | 路線   | 目的地                   |
| ---- | ------ | ------------------------ |
| 1    | 鶴舞線 | 八事、赤池、豐田市方向   |
| 2    | 鶴舞線 | 伏見、上小田井、犬山方向 |

## 車站周圍簡介
本站一帶之仁王門街（仁王門通）、萬松寺街（萬松寺通）等沿街的商店街裡，有許多的咖啡館、二手衣專賣店、年輕人專用之休閒服飾店比鄰於此區域。而在本區塊內的特徵，也就是電腦等周邊商品的專賣店，是名古屋全市中最豐富且最密集之處。因此與東京的秋葉原及大阪的日本橋齊名。

## 相鄰車站
名古屋市營地下鐵
 鶴舞線
伏見（T07）－大須觀音（T08）－上前津（T09）

## 外部連結
- 大須觀音 - 名古屋市交通局